# Marton Ádám
Marton Ádám (Szombathely, 1934. március 11. – Budapest, 2018. június 12.) matematikus, árstatisztikus.

## Életútja
Középiskolai tanulmányait a szombathelyi Premontrei Rendi Szent Norbert Gimnáziumban végezte. Az érettségit követően 1952-ben felvételt nyert az Eötvös Loránd Tudományegyetem Természettudományi Karára, ahol alkalmazott matematikát tanult. Diplomájának megszerzése után, 1956-ban gyakornokként a Cukoripari Kutatóintézetben helyezkedett el, majd tudományos kutatóként szabadföldi kísérletek tervezésével, értékelésével és termelési folyamatok tervezésével foglalkozott. 1958-ban került a Központi Statisztikai Hivatal (KSH) Forgalomstatisztikai Főosztályára, ahol első feladata a külkereskedelmi árstatisztika megszervezése, az árindexszámítás elméleti alapjainak kidolgozása és gyakorlati bevezetése, valamint az eredmények publikálása volt. Ettől kezdve hivatali munkásságának középpontjában az árstatisztika állt.
Rövidesen tevékeny szereplőjévé vált a korszakban megindult külkereskedelmi árstatisztikai kutatásoknak. Munkája során a dollár-rubel árindexeknek a magyar külkereskedelemre gyakorolt hatását vizsgálva tett felismerései vezették el egy új, árstatisztikán alapuló programozási modell kidolgozásához. Ez a modell szolgált azon értekezésének alapjául, amellyel 1967-ben kandidátusi fokozatot szerzett a Marx Károly Közgazdaságtudományi Egyetemen. Felkészültségének és szervezőmunkájának elismeréseként 1968-ban őt bízták meg a Forgalomstatisztikai Főosztályon belül újonnan megalakult Ár- és Módszertani Osztály vezetésével. 1978-ben a Módszertani és Ökonometriai Főosztály főosztályvezető-helyettese lett, majd 1982-ben az Egységes Lakossági Adatfelvételi Rendszer osztály vezetőjévé nevezték ki.
1990 elején átkerült az Életszínvonal-statisztikai Főosztály állományába, ahonnan az év végén a Reprezentatív Mintavételek Osztály élére helyezték. A tapasztalt árstatisztikust 1996-ban nevezték ki a Fogyasztói Árstatisztikai Osztály vezetőjévé, amely pozíciót 1999. február 1-jei nyugdíjba vonulásáig töltötte be. Élete utolsó két évtizedében is aktív művelője maradt a hazai statisztikának.

## Társasági tagságai
1968-tól a Nemzetközi Ökonometriai Társaság tagja és 1996-ig magyarországi képviselője volt. 1980-tól a Magyar Tudományos Akadémia Statisztikai Bizottságának, később pedig a Statisztikai és Jövőkutatási Tudományos Bizottság Statisztikai Tudományos Albizottsága is tagja volt. 1983-tól az International Association of Survey Statisticians, majd 1987-től az International Statistical Institute tagja lett. 1988 és 2002 között a Svéd Statisztikai Hivatal által kiadott Journal of Official Statistics című nemzetközi folyóirat szerkesztőbizottsági tagja volt. Jelentős szerepet vállalt a Magyar Statisztikai Társaság újjáalakításában, amelynek 1991 és 1997 között főtitkári tisztét töltötte be, 1997-ben pedig a társaság örökös tagjává választotta. A későbbiekben a Magyar Statisztikai Társaság Statisztikatörténeti Szakosztályának elnökségi tagjaként tevékenykedett.

## Elismerései
1961-ben a KSH kiváló dolgozója lett, 1966-ban megkapta a Munka Érdemrend bronz, 1978-ban pedig ezüst fokozatát. 1972-ben együttműködést elismerő oklevelet kapott a Lengyel Statisztikai Hivataltól. 1973-ban a Statisztikai Szemle Fényes Elek irodalmi nívódíjával jutalmazták. 1975-ben és 1991-ben elnöki dicséretet kapott. Szakmai kiválóságát statisztikai főtanácsosi címmel díjazták 1985-ben. Számos adatgyűjtési rutin módszertani megalapozásában kifejtett munkásságáért, valamint a szakembergárda kinevelésében végzett tevékenységéért 1993-ban Fényes Elek-emlékéremmel tüntették ki. Szakmai életpályájának elismeréseképpen az Magyar Statisztikai Társaság 2000-ben Keleti Károly-emlékéremmel jutalmazta, a KSH-tól pedig 2002-ben KSH Szolgálatáért aranygyűrűt kapott.

## Főbb művei
- A külkereskedelmi árak statisztikai vizsgálata és a forgalom viszonylati áruszerkezetének rövidlejáratú optimalizálási modellje. Budapest, MTA Kutatási-ellátási Szolgálat, 1966. 21 p.
- A külkereskedelmi árstatisztika módszere. Budapest, SKV, 1971. 47 p. (Statisztikaimódszertani füzetek, 10.) (összeáll.)
- A magyar külkereskedelmi árak alakulása 1945–1970. Budapest, Akadémiai Kiadó, 1972. 193 p. (Közgazdasági értekezések, 18.)
- Az osztrák és a magyar fogyasztói árpolitika és áralakulás 1945–1972. Budapest, Akadémia Kiadó, 1976. 205 p. (Közgazdasági értekezések, 22.)
- Világpiaci árváltozások – magyar cserearányok. Budapest, Kossuth, 1981. 145 p. (Gazdaságpolitikai füzetek)
- A nemzetközi kereskedelem ár- és cserearányváltozásai 1800–1980. Budapest, KSH Könyvtár és Dokumentációs Szolgálat, 1983. 115 p.
- Prices, wages, incomes and consumption in Hungary 1968–1985. Wien, WienerInstitut für Internationale Wirtschaftsvergleiche, 1987. 56 p. (Forschungs-berichte, 123.)(Zafir Mihállyal)
- A reprezentatív felvételek megbízhatósága. Budapest, KSH Könyvtár és Dokumentációs Szolgálat, 1991. 119 p. (Statisztikai módszerek – témadokumentáció, 21.)
- Fogyasztói árindexek 1995–1997. Budapest, KSH, 1996–1998. (szerk.)